# Furry Vengeance
Furry Vengeance (br - Deu a Louca nos Bichos e pt - A Bicharada Contra-ataca) é um filme estadunidense, do gênero comédia, dirigido por Roger Kumble e estrelado por Brendan Fraser, Matt Prokop e Brooke Shields.

## Sinopse
O engenheiro Dan Sanders sai de Chicago e se muda com a esposa Tammy e filho Tyler para Rocky Springs, uma pequena cidade em Oregon. 
Seu chefe, o asqueroso Neal Lyman quer que Dan desmate toda a floresta local para que um empreendimento residencial "eco-consciente" da Lyman Enterprises seja construído ali. Embora Tammy e Tyler não estejam contentes com o desmatamento da natureza, Dan está obstinado em começar a construção. O que ele nem imagina é que já entrou para a lista negra dos animais da floresta, que descobriram todo o plano de aniquilação a mata. Agora (liderados pelo guaxinim), os habitantes selvagens farão de tudo para infernizar e enlouquecer ao extremo a vida de Dan, e assim impedir que o seu lar seja destruído.

## Elenco
- Brendan Fraser como Dan Sanders
- Brooke Shields como Tammy Sanders
- Matt Prokop como Tyler Sanders
- Skyler Samuels como Amber
- Ken Jeong como Sr. Neal Lyman
- Angela Kinsey como Felder
- Ricky Garcia como Frank
- Jim Norton como Hank
- Patrice O'Neal como Gus
- Toby Huss como Wilson
- Gerry Bednob como Sr. Gupta
- Wallace Shawn como Dr. Christian Burr (não creditado)
- Rob Riggle como Riggs (não creditado)
- Samantha Bee como Diretora Baker
- Alice Drummond como Sra. Martin
- Dee Bradley Baker como efeitos vocais de animais

## Recepção
No site agregador de críticas Rotten Tomatoes, 8% das 91 resenhas dos críticos são positivas.

## Produção
A Summit Entertainment e a Participant Media foram envolvidos no desenvolvimento do filme. Foi filmado em torno de Boston, Saugus, e Topsfield, Massachusetts, EUA.
Steve Carell e Jeremy Piven foram considerados para o papel eventualmente dado a Brendan Fraser.